# Sophia Klee
Sophia Klee (* 8. Mai 2003 in Kassel) ist eine deutsche Tischtennisspielerin.
2016 und 2017 wurde sie Deutsche Schülermeisterin im Einzel, 2017 auch im Doppel mit Anastasia Bondareva und 2017 bis 2019 Deutsche Jugendmeisterin. Auf internationaler Ebene wurde sie im Nachwuchsbereich Siegerin der Europe Youth Top 10 (2017) und Team-Europameisterin der Mädchen (2019).
2017 wechselte sie von ihrem Heimatverein SC Niestetal zum TuS Bad Driburg, wo sie erste Bundesliga-Erfahrung sammeln konnte.
Nachdem sie 2017 und 2022 bereits 3. Plätze in dem Wettbewerb belegt hatte, wurde sie 2023 zusammen mit Sabine Winter deutsche Meisterin im Damen-Doppel. Bei der U21-Europameisterschaft 2024 gewann sie mit Hana Arapovic Bronze im Doppel.